# Orologio digitale ad acqua

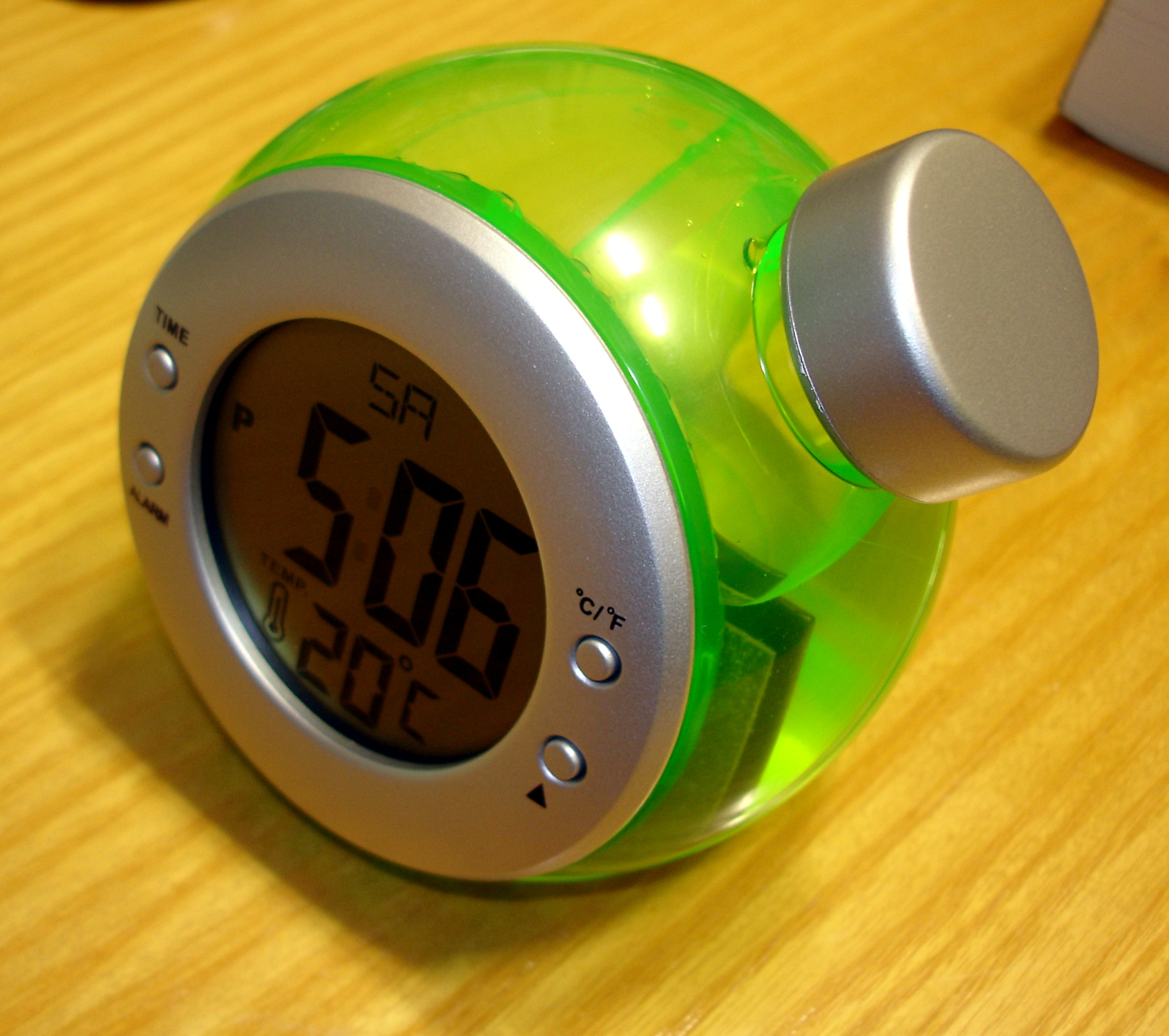
Una "sveglia ad acqua" in forma di boccetta trasparente

Un orologio digitale ad acqua è un orologio elettrico in grado di funzionare solo dopo essere stato rifornito di acqua in un apposito serbatoio. Nonostante il nome, non si tratta in realtà di un oggetto che trae la sua energia dall'acqua, né dal punto di vista meccanico né da quello chimico: ad esempio, non ha nulla a che vedere con un orologio ad acqua o con una clessidra ad acqua, vale a dire quei dispositivi il cui funzionamento è determinato da un flusso costante di liquido.
In un orologio elettrico "alimentato" ad acqua, invece, il liquido è solitamente usato come agente conduttore il cui compito è quello di chiudere un circuito elettrico. L'alimentazione del circuito elettrico si deve invece all'energia fornita da un elettrodo di zinco che si dissolve lentamente. Per questo la vita utile di questi oggetti è limitata nel tempo: essa dipende dalla quantità di zinco contenuta nell'elettrodo e può variare da alcuni mesi fino ad alcuni anni di funzionamento.
La destinazione commerciale tipica di questi oggetti è quella di giocattoli o gadget. Un esempio è Acqua-Watch, in omaggio con i prodotti Mulino Bianco nel 1989, nell'ambito dei regali legati ai mondiali di calcio che si sono svolti in Italia nel 1990.